# Trần Văn Trà
Trần Văn Trà (província de Quảng Ngãi, Indoxina francesa, 1918 - Ciutat Ho Chi Minh, 20 d'abril de 1996) fou un polític i militar vietnamita, comandant del Vietcong, membre del comitè central del Partit Lao Dong (Partit Comunista del Vietnam) de 1960 a 1982, tinent general a l'exèrcit del Vietnam del Nord, president de la Comissió d'Afers Militars de l'Oficina Central del Vietnam del Sud (COSVN) (1964-1976).
Fill d'un paleta, Trà va néixer a la província de Quảng Ngãi l'any 1918. Es va unir al Partit Comunista d'Indoxina el 1938 i va passar els anys de la Segona Guerra Mundial en una presó francesa. Entre 1946 i 1954, Trà va lluitar contra els francesos a l'Exèrcit Popular del Vietnam i va arribar a general el 1961, comandant les forces comunistes de la meitat sud del Vietnam del Sud. Durant els dies de la Guerra d'Indoxina contra els francesos, el Viet Minh va reclutar a les seves files a més de 600 soldats japonesos derrotats.
El juny de 1946, alguns d'aquests seguidors japonesos van convertir-se en instructors en una escola militar creada pel Viet Minh a la província de Quảng Ngãi, lloc de naixement de Trà, per ensenyar habilitats de combat a més de 400 alumnes vietnamites. No se sap del cert si Trà va ser un dels organitzadors o assistents a aquesta escola d'entrenament militar.
Fou el comandant de 7a Regió Militar (1949-1950) i Sots-comandant de Cotxinxina (1951-1954).
Durant la Guerra del Vietnam contra els estatunidencs i sud-vietnamites, va dirigir l'atac contra Saigon a l'Ofensiva del Tet de 1968 i va comandar el Front B-2 durant l'Ofensiva de Pasqua.
Durant una trobada de caps militars nord-vietnamites l'any 1974 a Hanoi, Trà va argumentar en contra d'una estratègia conservadora pel següent any i va suggerir que la província sud-vietnamita de Phước Long fos atacada amb l'objectiu de posar a prova la reacció militar sud-vietnamita i estatunidenca. L'atac va ser un èxit i els Estats Units no va respondre militarment, fet que va provocar operacions comunistes més llargues i agressives. L'abril de 1975, Trà va convertir-se en comandant en cap del Quarter General A75 sota les ordres del general Văn Tiến Dũng durant l'Ofensiva de Pasqua, l'assalt final a Saigon que va portar a la capitulació del govern del Vietnam del Sud. Va ser viceministre de Defensa des de 1978 a 1982.
El 1982, va publicar Vietnam: A History of the Bulwark B-2 Theater, on revelava com el Politburó de Hanoi havia sobreestimat les seves pròpies capacitats militars i subestimat les dels Estats Units i Vietnam del Sud abans i durant l'Ofensiva del Tet. Aquests comentaris van ofendre i avergonyir als líders de la recentment unificada República Socialista del Vietnam i, en última instància, va conduir a la seva purga del partit. Va viure sota arrest domiciliari a Ciutat Ho Chi Minh fins a la seva mort el 20 d'abril de 1996.